# المنذر بن المنذر (الثاني)
المنذر بن المنذر بن امرئ القيس بن النعمان هو ملك الحيرة حكم أربع سنين في زمن أنوشروان (وابنه هرمز)، وخرج إلى جهة الشام طالباً بدم أبيه، فقتله الحارث بن أبي شمر الغساني قاتل أبيه.أربع سنين في زمن أنوشروان (وابنه هرمز). وهو والد النعمان بن المنذر له من الأبناء ثلاثة عشر ابنا يسمون الأشاهب لجمالهم لاسيما ابنه الأسود-بعكس النعمان ابنه-, وكان المنذر قد دفع ابنه النعمان من زوجته سلمى بنت وائل بن عطية من كلب إلى عدي بن زيد ابن حماد التميمي ليربيه وينشئه نشأة أميرية، ودفع ابنه الأسود من زوجته مارية بنت الحارث بن جلهم إلى عدي بن أوس بن مرينا من أشراف الحيرة اللخميين المقدمين عند كسرى، ويظهر من شعر منسوب إلى الشاعر «المرقش» أن «المنذر» كان ينقب عنه أي: يستقصي في طلبه، ولم يذكر سبب ذلك، ولعله كان قد هجاه، أو أن جماعة وشت به عنده، فصار يبحث عنه للإيقاع به. وقد طلب في شعره هذا من الملك المذكور أن يكف عن طلبه ويسكت عنه، وتمنى لو أنه في «الزج» وهو موضع، أو «بالشام ذات القرون». وذلك؛ لأن بلاد الشام بلاد كانت تحت حكم الروم، فليس للمنذر حكم عليها، فهو يكون بها في بلاد العدو بعيدًا عن المنذر. وذكر «ابن قتيبة» أن معنى «ذات القرون» الروم. وأراد قرون شعورهم. يروى أن قاتله هو مرة بن كلثوم التغلبي أخو عمرو بن كلثوم.